# بين سميث (لاعب كريكت)
بين سميث (بالإنجليزية: Ben Smith)‏ (7 يناير 1991 في نيوزيلندا - ) هو لاعب كريكت نيوزلندي. لعب مع Central Districts cricket team ‏.

## وصلات خارجية
- بين سميث على موقع إي آس بي آن كريك إنفو (الإنجليزية)